# 白州灯台
白州灯台（しらすとうだい、白洲灯台とも）は福岡県北九州市小倉北区の沖合い、日本海・響灘中にある藍島（あいのしま）の西方約 2 km（若松区の北沖合い約 5 km）にある岩礁「白州」（白洲）に立つ上部鉄造・下部石造の灯台。
関門海峡北側の浅瀬・暗礁の多いこの地帯では江戸時代から海難事故が頻発していた。幕末の文久年間に小倉藩海上御用掛難破船支配役に任命されていた豊前国企救郡長浜浦（現在の北九州市小倉北区長浜町）の庄屋であった岩松助左衛門が灯台の建設を決意し、独力で建設に着手、1870年（明治3年)に基礎工事が完成したが、1872年（明治5年）に岩松は死去。以降は明治政府に引き継がれ、1873年（明治6年）に初代の木造灯台が完成した。当初は白色塗りであったが、1876年（明治9年）に白帆と区別しやすいように白黒の塗りわけに変更された。その後、現在の上部鉄造・下部石造に改築されたが、白黒の塗りわけは引き継がれた。
この灯台は日本の灯台50選に選ばれている。

## 歴史

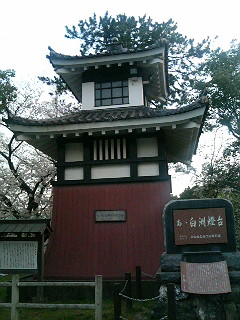
岩松助左衛門翁顕彰櫓（小倉城内）

- 1862年（文久2年4月[1]）岩松助左衛門が小倉藩に白洲灯篭台築立願
- 1871年（明治3年[1]）、岩松による基礎工事が完成。以後は明治政府に引き継がれる。
- 1873年（明治6年）9月1日に石油灯で初点灯。初代は木造方形三層建、白色塗り、高さ48尺5寸 (14.55 m) 、第5等折射不動白色。
- 1900年（明治33年）に上部鉄造・下部石造に改築。

## 収録海図
| 海図番号 | 図名               | 縮尺    | 図積 |
| -------- | ------------------ | ------- | ---- |
| W135     | 関門海峡           | 25,000  | 全   |
| W179     | 関門海峡至平戸瀬戸 | 200,000 | 全   |
| W201     | 倉良瀬戸至角島     | 80,000  | 全   |
| W1267    | 関門海峡西口       | 15,000  | 全   |